# Эль-Кармен-де-Боливар
Эль-Кармен-де-Боливар (исп. El Carmen de Bolívar) — город и муниципалитет на севере Колумбии, на территории департамента Боливар, в 114 км к юго-востоку от Картахены. Он расположен в орографической системе Монтес-де-Мария, будучи крупнейшим населением, а также тот, который концентрирует экономическое и коммерческое движение субрегиона. Это третий по численности населения муниципалитет в департаменте. Это важный сельскохозяйственный центр, считается "сельскохозяйственной и пищевой кладовой департамента Боливар" за то, что большой поставщик для всего отдела продуктов, таких как авокадо, табак, какао, банан, юс и кунжут.3 Он также известен как сладкий город Колумбии, поскольку часть его экономики основана на обработке продуктов питания, таких как Chepacorina Cookies , Коко Касадилла, Паночас, среди других.
Что касается транспортной инфраструктуры, то ее географически привилегированное положение соединяет Карибский бассейн Колумбии с Сантандерами и внутренними границами страны через соединение Рута-дель-Соль III, таким же образом оно является ключевым пунктом соединения запада страны с крупными портами Барранкилья и Картахена. Вскоре эта две важные национальные дорожные артерии будут соединены с Морроскильо через Поперечный Монтес-де-Мария.
Во время независимости, она отличала его он he he he hed поддержкой своих жителей к делу liberaing водить полковником Manuel Cort's Campomanes, которое принесло ей время быть построенным в селе в 1812. Во второй половине девятнадцатого века он приобрел стратегическое и экономическое значение в начале торговли сельскохозяйственными производителями, такими как табак и кофе, через порт Иисуса дель Рио, на реке Магдалена, к месту Барранки-де-Сан-Николас, что позволило ему стать одним из главных экспортных центров страны до первой половины двадцатого века.

## История
Поселение, из которого позднее вырос город, было основано в 1776 году испанским лейтенантом Антонио де Ла-Торре-и-Мирандой. Муниципалитет Эль-Кармен-де-Боливар был выделен в отдельную административную единицу в 1857 году.

## Географическое положение

Муниципалитет Эль-Кармен-де-Боливар

Город расположен в северо-западной части департамента, на восточных склонах горного хребта Мария, к западу от реки Магдалена, на расстоянии приблизительно 79 километров к юго-востоку от города Картахена, административного центра департамента. Абсолютная высота — 252 метра над уровнем моря.

Муниципалитет Эль-Кармен-де-Боливар граничит на севере с территорией муниципалитетов Сан-Хасинто и Мария-ла-Баха, на востоке — с муниципалитетом Самбрано и Кордова, на западе и юге — с территорией департамента Сукре. Площадь муниципалитета составляет 947 км².

## Население
По данным Национального административного департамента статистики Колумбии, совокупная численность населения города и муниципалитета в 2015 году составляла 75 151 человек.
Динамика численности населения муниципалитета по годам:
| 2005   | 2006   | 2007   | 2008   | 2009   | 2010   | 2011   | 2012   | 2013   | 2014   | 2015   |
| ------ | ------ | ------ | ------ | ------ | ------ | ------ | ------ | ------ | ------ | ------ |
| 67 952 | 68 496 | 69 084 | 69 714 | 70 397 | 71 100 | 71 854 | 72 650 | 73 457 | 74 297 | 75 151 |

Согласно данным переписи 2005 года мужчины составляли 51,8 % от населения Эль-Кармен-де-Боливара, женщины — соответственно 48,2 %. В расовом отношении белые и метисы составляли 99,7 % от населения города; негры, мулаты и райсальцы — 0,2 %; индейцы — 0,1 %.
Уровень грамотности среди всего населения составлял 75,5 %.

## Экономика
Основу экономики Эль-Кармен-де-Боливара составляет сельское хозяйство.

55,1 % от общего числа городских и муниципальных предприятий составляют предприятия торговой сферы, 28,7 % — предприятия сферы обслуживания, 15,1 % — промышленные предприятия, 1,1 % — предприятия иных отраслей экономики.